# Carol W. Greider
Carolyn Widney Greider (San Diego, 15 aprile 1961) è una biologa statunitense, ricercatrice presso l'università Johns Hopkins.
Specializzata in biologia molecolare, nel 2009 ha vinto il premio Nobel per la medicina.

## Studi
La Greider ha avviato la ricerca sul modo in cui i cromosomi sono protetti dai telomeri e dall'enzima telomerasi. Queste ricerche le hanno valso il Premio Nobel, assieme ad Elizabeth H. Blackburn e Jack W. Szostak.
Greider, sin dalla giovane, ha sofferto di dislessia.

## Pubblicazioni
- (EN) Carol W. Greider e Elizabeth H. Blackburn, Identification of a specific telomere terminal transferase activity in Tetrahymena extracts, in Cell, vol. 43, (2 Pt. 1), 1985,  pp. 405-413.
- (EN) Carol W. Greider e Elizabeth H. Blackburn, Telomeres, Telomerase and Cancer, in Scientific American, 1996,  pp. 92-97.